# (674118) 2015 KH162
2015 KH162, também escrito como 2015 KH162, é um objeto transnetuniano separado. Este objeto está em uma ressonância orbital de 1:3 com o planeta Netuno. Ele possui uma magnitude absoluta de 3,7 e tem um diâmetro estimado de 400–800 km. O astrônomo Mike Brown lista este objeto em sua página na internet como um candidato a possível planeta anão.

## Descoberta
2015 KH162 foi descoberto no dia 18 de maio de 2015 pelos astrônomos Scott Sheppard, David J. Tholen, Chad Trujillo.

## Órbita
A órbita de 2015 KH162 tem uma excentricidade de 0,331 e possui um semieixo maior de 61,911 UA. O seu periélio leva o mesmo a uma distância de 41,433 UA em relação ao Sol e seu afélio a 82,388 UA.